# Râul Bogata, Someș
Râul Bogata sau Râul Vad este un curs de apă, afluent al râului Someș. 

## Hărți
- Harta județului Cluj